# دوستانه (مجموعه تلویزیونی)
دوستانه یک جنگ ادبی به کارگردانی محمد رحمانیان می‌باشد که از  برنامه کودک و نوجوان شبکه دو پخش شد. 

## بازیگران
- اشکان اشتیاق
- آرش فصیح
- احمد آقالو در اپیزود «الفبای ۲۰۰۰ ساله»
- بهروز بقایی
- رضا خندان
- علیرضا رئیسی
- علیرضا فولادشکن
- فریده سپاه‌منصور
- مهتاب نصیرپور
- نگار عابدی
- فرهنگ ملک
- کاوه آهنگر